# Liberiaanse staatsgreep (1980)
De Liberiaanse staatsgreep van 12 april 1980 is een gewelddadige coup d'état waarbij president William R. Tolbert jr. van Liberia, aan de macht sinds 1971, om het leven werd gebracht en er een einde kwam aan 130 jaar Americo-Liberiaanse dominantie over het land.

## Voorgeschiedenis

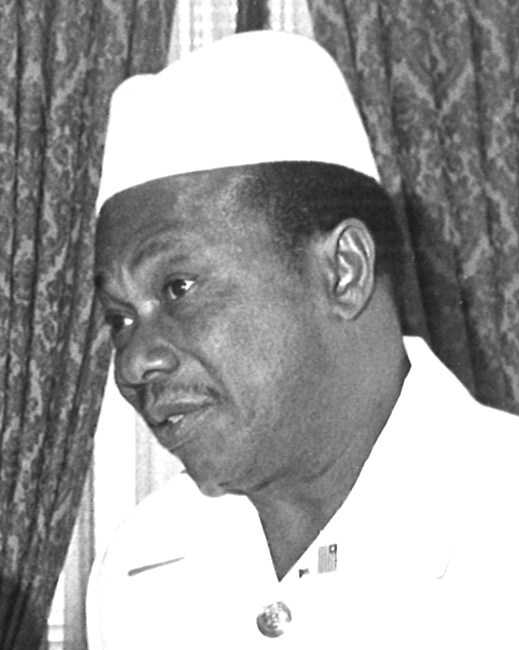
President William R. Tolbert jr. (1971-1980)

Sinds de onafhankelijkheid van Liberia in 1847 werd het land geregeerd door de Americo-Liberianen, nakomelingen van vrijgelaten (of vrijgekochte) Afro-Amerikaanse slaven die zich vanaf het begin van de negentiende eeuw aan de westkust van Afrika vestigden en sinds die tijd de elite van het land vormden. De oorspronkelijke bevolking, bestaande uit verschillende volkeren en stammen, werden grotendeels buiten de macht gelaten, hoewel het voor geassimileerde naturellen ("natives") mogelijk was om hoge regeringsfuncties te bekleden. Daar stond dan wel tegenover dat men de eigen cultuur en achtergrond achter zich moest laten. Geen van de presidenten die Liberia in de periode 1847 tot 1980 heeft gehad behoorde echter tot de oorspronkelijke bevolking, allen waren zij Americo-Liberianen. Vanaf het regime van president William V.S. Tubman (1944-1971) deed de regering pogingen de levensstandaard van de naturellen te verbeteren en hen te betrekken bij de besluitvorming, maar het kwam nooit tot machtsdeling. Om ervoor te zorgen dat de naturellen geen echte macht zouden krijgen waren de meeste van hen uitgesloten van het kiesrecht. Alleen zij die beschikten over onroerend goed konden stemmen.
In 1971 volgde William Tolbert de overleden Tubman op als president. Tolbert was jarenlang vicepresident geweest onder Tubman. Tolbert ontpopte zich als relatief hervormingsgezind en gold als vrij democratisch. In 1975 werd op aandringen van Tolbert een referendum gehouden om het termijn van de president te beperkten tot een periode van acht jaar. Een overgrote meerderheid van 90% sprak zich uit voor dit plan. Onder Tolbert kreeg de oppositie meer ruimte. De belangrijkste oppositiebewegingen waren de relatief gematigde Movement for Justice in Afrika (MOJA) en de radicalere People's Alliance of Liberia (PAL). Beide groepen streefden naar emancipatie van de oorspronkelijke bevolking en het doorbreken van de macht van de Americo-Liberianen. In 1979 werd de PAL omgevormd tot een politieke partij, de People's Progressive Party (PPP).

## Aanhoudende onrust
De laatste jaren van de regering van Tolbert was er sprake van toenemende onrust in het land. Er was sprake van corruptie, nepotisme en zelfverrijking binnen regeringskringen. Daar kwam nog bij dat de regering besloot de prijs voor een zak rijst, het dagelijkse voedsel in het land, te verhogen van 22 naar 30 U.S. Dollar. Deze actie van de regering leidde in 1979 tot de zogenaamde "Rice Riots" ("Rijst-rellen") van maart 1979. De regering beschuldigde MOJA en PAL van het organiseren van de rellen en liet de leiders oppakken. Later werden zij overigens weer vrijgelaten. In de zomer van 1979 organiseerde Liberia een OAU-bijeenkomst van alle Afrikaanse leiders in Monrovia. Tolbert was in dat jaar namelijk voorzitter van OAU. In aanloop naar de bijeenkomst werden dure hotels gebouwd en wegen aangelegd, ondanks de slechte financiële situatie waarin het land verkeerde. Naar schatting kostte het organiseren van de OAU-bijeenkomst bijna twee derde van het BNP.

## Staatsgreep
Onder jonge onderofficieren, afkomstig uit de binnenlanden (de officiersrangen waren gereserveerd voor de Americo-Liberianen), werd een comité gevormd om een einde te maken aan de Americo-Liberiaanse hegemonie. Onder deze jonge militairen bevond zich sergeant-majoor Samuel K. Doe en sergeant Thomas Quiwonkpa. In de vroege ochtend van 12 april 1980 bereikte een handvol soldaten, waaronder Doe, het presidentiële complex, de Executive Mansion, een zwaarbewaakte locatie. Slechts enkelen van de samenzweerders beschikten over vuurwapens. Van tevoren hadden de soldaten een chauffeur van de president omgekocht om hen binnen te laten. Eenmaal binnen haastten zij zich naar de wapenkamer om aan extra vuurwapens te komen. De lijfwachten van de president werden in een vuurgevecht gedood en een aantal samenzweerders ging naar de eerste etage, naar de slaapkamer van Tolbert, waar zij de president doodschoten. Het lichaam van de omgekomen president werd met 27 personen die waren gedood bij de coup, in een massagraf gegooid. In de uren na de moord op de president werden alle regeringsleden en enkele andere prominente politici afkomstig uit de Americo-Liberiaanse gemeenschap opgepakt en opgesloten. Van het laatste kabinet van Tolbert, dat bestond uit 19 ministers, werden er 14 opgepakt en opgesloten. Van hen werden er vijf kort na de coup geëxecuteerd. Enkele ministers die zich niet in de hoofdstad bevonden, werden later opgepakt. Samuel K. Doe werd na de succesvol gelopen staatsgreep voorzitter van de People's Redemption Council (PRC), een raad die voor de helft uit militairen en voor de helft uit burgers bestond. Een deel van de burgerlijke leden die behoorden tot de PRC waren lid van MOJA of PAL.

## Nasleep
De nieuwe regering organiseerde daags na de coup een schijnproces waarbij dertien oud-ministers ter dood werden veroordeeld en onder het oog van de internationale pers op 22 april 1980 op het strand van Monrovia geëxecuteerd. De executie verliep bijzonder knullig, soms slaagden de pelotons er niet in om een ter dood veroordeelde te raken. De ministers die niet ter dood waren veroordeeld werden in de loop der tijd vrijgelaten. De bekendste onder hen was de minister van Financiën onder Tolbert en de latere president van Liberia, Ellen Johnson Sirleaf.
Binnen de PRC brak een machtsstrijd los tussen - de inmiddels tot generaal bevorderde generaal - Samuel Doe en de onder de bevolking populairdere generaal Thomas Quiwonkpa. In 1985 ondernam Quiwonkpa een vergeefse poging om de macht te grijpen. Hij werd gearresteerd en terechtgesteld. De corrupte Samuel Doe werd in 1985 tot president van Liberia gekozen, maar werd aan het begin van de Eerste Liberiaanse Burgeroorlog op gruwelijke wijze om het leven gebracht.